# Carl Orff

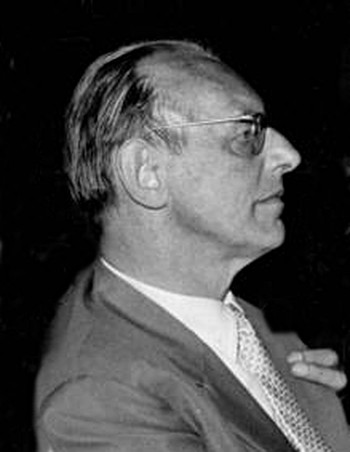
Carl Orff (1956)

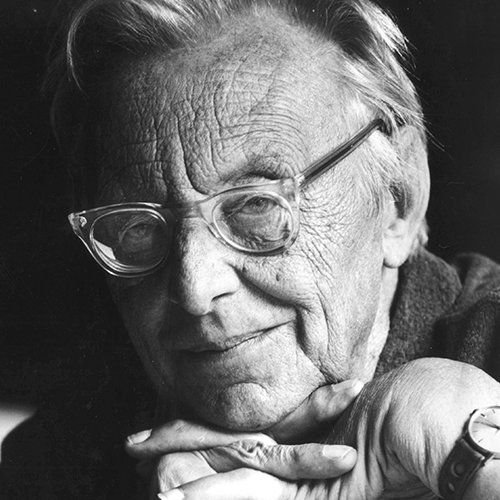
Carl Orff um 1970

Carl Heinrich Maria Orff (* 10. Juli 1895 in München; † 29. März 1982 ebenda) war ein deutscher Komponist und Musikpädagoge. Sein bekanntestes Werk ist die szenische Kantate Carmina Burana, die zu einem der populärsten Chorwerke des 20. Jahrhunderts wurde.

## Leben
Carl Orff wurde als Sohn des Berufsoffiziers Heinrich von Orff (1869–1949) und dessen Frau Paula, geb. Koestler (1872–1960), in der Maillingerstraße 16 (heute: Hausnr. 30) im Münchener Stadtteil Neuhausen geboren. Sein Großvater war der General Carl Maximilian von Orff. Ab 1900 erhielt Orff Klavier-, Cello- und Orgelunterricht. In diesem Jahr erschien auch seine erste Komposition. Frühe Erfahrung im Musizieren in der Gruppe sammelte er als Schüler des Wittelsbacher-Gymnasiums, wo er das Schulorchester auf der Orgel, dem Klavier oder Harmonium begleitete und im Schulchor Solopartien als Sopran übernahm. Außerdem sang er sonntags im Kirchenchor, und zuhause, von seiner Mutter am Klavier begleitet, Opernpartien nach Klavierauszügen. Mit 14 Jahren war er nach dem Besuch der Oper Der Fliegende Holländer von Richard Wagner tagelang so erregt, dass er diese bald darauf mit einem Klavierauszug ausgestattet erneut besuchen musste, um wieder ansprechbar zu werden.
Nachdem Carl Orff 1911 unter anderem Gedichte von Hölderlin und Heine für Gesang und Klavier vertont hatte, studierte er von 1913 bis 1914 an der Königlichen Akademie der Tonkunst in München und widmete sich daneben der Musikpädagogik. Nach kurzem Kriegsdienst 1917/18
war er bis 1919 Kapellmeister in München, Mannheim und Darmstadt. Orff studierte 1921 und 1922 in München bei Heinrich Kaminski. 1924 gründete er gemeinsam mit Dorothee Günther die „Günther-Schule München – Ausbildungsstätte vom Bund für freie und angewandte Bewegung e. V.“, die in den Bereichen Gymnastik, Rhythmik, Musik und Tanz ausbildete. Carl Orff selbst übernahm dort die Leitung der Musikabteilung. Grundlage seiner Arbeit bildete die Idee, das musikalisch-rhythmische Gefühl aus der Bewegung heraus zu entwickeln. Aus dieser Idee entwickelte er gemeinsam mit seiner Mitarbeiterin Gunild Keetman ein neues Modell für Musik- und Bewegungserziehung: das Orff-Schulwerk. Erste Veröffentlichungen hierzu erfolgten zwischen 1930 und 1934. Seit 1929 war er Lehrbeauftragter am Musikheim in Frankfurt (Oder).

### Verhältnis zum NS-Staat
Carl Orffs Verhalten in der Zeit des Nationalsozialismus ist seit den 90er Jahren verstärkt in die Diskussion gekommen, besonders durch die Veröffentlichungen des kanadischen Historikers Michael H. Kater. Es ergibt sich das Bild eines unpolitischen und auch nicht an Politik interessierten Komponisten, der es verstand, sich mit den Machthabern zu arrangieren, um ungehindert seinen künstlerischen Weg gehen zu können, und der es genoss, als bedeutender deutscher Komponist seiner Zeit hofiert zu werden.
Orff nahm mehrere Aufträge der Machthaber an: Sein Einzug und Reigen der Kinder wurde zur Eröffnung der Olympischen Spiele 1936 in Berlin aufgeführt. Im Auftrag der Stadt Frankfurt überarbeitete er 1939 sein Bühnenwerk zu Shakespeares Ein Sommernachtstraum, dessen erste Fassung 1917 erschienen war und das nun als Ersatz für die Sommernachtstraum-Musik des als jüdisch geächteten Komponisten Felix Mendelssohn Bartholdy dienen sollte. Von Baldur von Schirach, der als Reichsstatthalter in Wien umfangreiche kulturpolitische Aktivitäten entwickelte, wurde er während des Krieges für die Wiener Staatsoper engagiert und erhielt den Auftrag für die Oper Antigonae. Von 1941 bis 1945 bezog Orff für seine Arbeit ein festes Monatsgehalt aus Wien, das ihn erstmals in seiner Karriere finanziell unabhängig machte. An der Staatsoper aufgeführt wurden in dieser Zeit unter anderem die Carmina Burana. 1944, in der Endphase des Zweiten Weltkriegs, wurde Orff von Hitler auf der „Gottbegnadeten-Liste“ genannt, wodurch er vom Wehrmachts- und Arbeitseinsatz an der Heimatfront freigestellt war, nicht zuletzt wegen des aus der Sicht der Machthaber schützenswerten „deutschen Kulturerbes“.
Orff war ein persönlicher Freund von Kurt Huber, einem der Gründer der Widerstandsgruppe „Weiße Rose“, der wegen seines Widerstands gegen das NS-Regime 1943 hingerichtet wurde. Nach dem Ende des Nationalsozialismus soll Orff versucht haben, nachträglich einen Vorteil aus dieser Freundschaft zu schlagen, indem er gegenüber der Entnazifizierungskommission laut Michael Kater behauptet haben soll, selbst Mitglied der „Weißen Rose“ gewesen zu sein, was nicht der Fall war. Für Katers Behauptung finden sich allerdings keine Belege in den Akten des Entnazifizierungsverfahrens, was der Wiener Historiker Oliver Rathkolb als Widerlegung von Katers These wertet. Nach Rücksprache mit seinem ihm zugeteilten amerikanischen Offizier und ehemaligen Schüler, Newell Jenkins, wurde Orff als Mitläufer eingestuft. Er durfte seinen Beruf wieder ausüben. In einem Interview mit Michael Kater vom 3. März 1993 sagte Jenkins, Orff habe behauptet, eine Jugendgruppe mit Huber gegründet zu haben (they had „founded some kind of youth group“ together).
Im 1995 gedrehten Film O Fortuna des britischen Regisseurs Tony Palmer sagte die Witwe Hubers, Clara, dass Orff am Tag nach Hubers Festnahme bei ihr angerufen habe, ohne davon zu wissen. Seine erste Reaktion sei Sorge um sein eigenes Schicksal gewesen. Ihrer Bitte nach Engagement oder einer persönlichen Stellungnahme für ihren Mann sei er nicht nachgekommen: „Er war nur an sich selbst interessiert.“ Sie brach den Kontakt zu ihm ab. Palmer stellte Orff in seinem Dokumentarfilm als Menschen mit der Psyche eines ewigen Adoleszenten dar, der hauptsächlich an sich interessiert und nicht in der Lage gewesen sei, erwachsene Beziehungen aufrechtzuerhalten, auch nicht zu einer Tochter. Von Palmer interviewt sagte diese: „Er hatte sein Leben, und das war’s“. Er habe versucht, persönliche und moralische Verantwortung zu vermeiden und seine diesbezügliche Verweigerung verziehen zu sehen. In dieser Hinsicht sei er repräsentativ für die Deutschen der Nachkriegszeit gewesen.

### Weitere Tätigkeiten
Für die Olympischen Spiele von Berlin 1936 komponierte er das Stück Einzug und Reigen der Kinder. Das wiederholte er auch bei den Olympischen Sommerspielen 1972 in München. Hier komponierte er den Gruß der Jugend. Mit Gunild Keetman gab er von 1950 bis 1954 fünf Bände Musik für Kinder heraus (Neufassung des Orff-Schulwerks). Die Kinder sollten durch eine musikalische Erziehung auch zu sich selbst finden. So werden seine Lehren auch in der Heilpädagogik bis heute eingesetzt.
Sein bekanntestes Werk wurden die Carmina Burana, ein Musikstück, das 24 Texte aus der mittelalterlichen Handschrift Carmina Burana neu vertonte. Auf literarische Vorlagen (insbesondere von Aischylos, Catull, Friedrich Hölderlin und den Brüdern Grimm) griff er auch bei anderen Werken zurück.
Neben seiner kompositorischen Arbeit übernahm er auch Führungspositionen in verschiedenen musikalischen Einrichtungen. Er war von 1950 bis 1960 Leiter einer Meisterklasse an der Musikhochschule in München. 1961 folgte die Leitung des Orff-Instituts in Salzburg. Ab 1962 war Wilhelm Keller dessen Leiter; zusammen mit dem niederländischen Musiker und Musikpädagogen Pierre van Hauwe gehört er zu den größten Förderern des Orffschen Schulwerkes in Europa.

### Privatleben
Carl Orff war viermal verheiratet, von 1920 bis 1927 mit Alice Solscher, von 1939 bis 1953 in zweiter Ehe mit der Musik-Therapeutin Gertrud Willert (1914–2000), von 1954 bis 1959 in dritter Ehe mit der Schriftstellerin und Pädagogin Luise Rinser (1911–2002) und ab 1960 in vierter Ehe mit Liselotte Schmitz (1930–2012). Orff hatte eine Tochter aus erster Ehe, die Schauspielerin Godela Orff-Büchtemann (1921–2013).

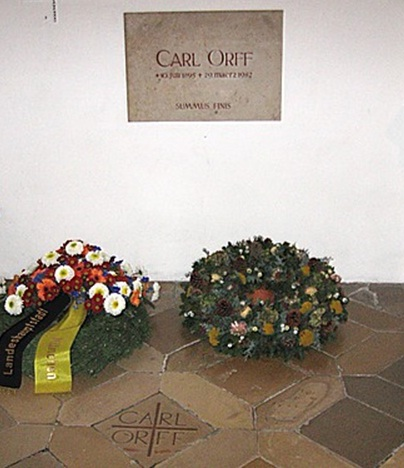
Grab Carl Orffs in der „Schmerzhaften Kapelle“ der Klosterkirche Andechs mit Wandtafel und Bodenplatte

Orff starb nach langer Krankheit am 29. März 1982 im Alter von 86 Jahren in München. Der von Abt Odilo Lechner geleitete Trauergottesdienst fand am 2. April in der Theatinerkirche statt, den musikalischen Rahmen bildete Mozarts Requiem. Am 3. April wurde Orff, seinem Wunsch entsprechend, im engsten Familien- und Freundeskreis in der „Schmerzhaften Kapelle“ der Klosterkirche Andechs beigesetzt, was für einen Nichtadeligen und Nichtgeistlichen eine ungewöhnliche Ehre ist. Seine Asche liegt unter einer Platte mit seinem Namen und einem Kreuz. Die Inschrift auf der Wandtafel über dem Grab lautet „Summus finis“ (lat. „das höchste Ziel“).

## Werke

### Bühnenwerke
- Gisei – Das Opfer (nach dem japanischen Drama Terakoya), Musikdrama, op. 20 (Jugendwerk von 1913; UA: 30. Januar 2010 am Staatstheater Darmstadt)
- Trionfi
  - Carmina Burana (1937)
  - Catulli Carmina (1943)
  - Trionfo di Afrodite (1953)
- „Märchenstücke“
  - Der Mond, ein kleines Welttheater (1939)
  - Die Kluge (1943)
  - Ein Sommernachtstraum (1917, 1939, 1952, endgültige Fassung 1962 UA: 1964)
- Bairisches Welttheater
  - Die Bernauerin (1947)
  - Astutuli, eine bairische Komödie (1953)
  - Comoedia de Christi Resurrectione, Osterspiel (1956)
  - Ludus de nato Infante mirificus, Weihnachtsspiel (1960)
- Theatrum Mundi
  - Antigonae (1949)
  - Oedipus der Tyrann (1959)
  - Prometheus (1968)
  - De temporum fine comoedia – Das Spiel vom Ende der Zeiten (1973, Neufassungen 1979, 1981)

### Andere Werke
- Orff-Schulwerk: Musik für Kinder (zusammen mit Gunild Keetman; 1930–1935, Neufassung 1950–1954)
- Kantaten
  - Drei Kantaten nach Franz Werfel (1929/1930, Neufassung 1968)
  - Zwei Kantaten nach Bertolt Brecht (1930/1931, Neufassung 1973/1968)
  - Dithyrambi (drei Chorwerke mit Texten von Schiller: Die Sänger der Vorwelt, Nänie, Dithyrambus; von Orff in den 1980er Jahren unter dem Titel „Dithyrambi“ zusammengefasst)
- Sonnengesang des heiligen Franziskus für 4-stimmigen Frauen- oder Kinderchor. 1954
- Bearbeitungen
  - Lamenti, nach Claudio Monteverdi:
    - Orpheus (1924; Neufassung 1939)
    - Klage der Ariadne (1925, Neufassung 1940)
    - Tanz der Spröden (1925, Neufassung 1940)

  - Entrata für Orchester, nach The Bells von William Byrd (1928, Neufassung 1941)
- Carl Orff (Text), Gunild Keetman (Musik): Die Weihnachtsgeschichte (komp. 1948), Musikverlag Schott, Mainz, 1952 (Schott ED 3565)[18]
- Stücke für Sprechchor (Musikverlag Schott, ED 5583, 1969)
  1. Chor aus Oedipus (Hölderlin)
  2. Pindars erste Olympische Hymne (Hölderlin)
  3. An den Schlaf (S. Phitoketes)
  4. Aus Brod und Wein (Hölderlin)
  5. Die Jahreszeiten (Hölderlin)
  6. Quando conveniunt
  7. Zwei Oden von Klopstock
  8. Requiem (Hebbel)
  9. Der Abend (Schiller)
  10. Omnia tempus habent (nach Koh 3, 1-8)
  11. Drei Stücke aus Goethes Faust (mit Instrumenten)

## Ehrungen (Auswahl)

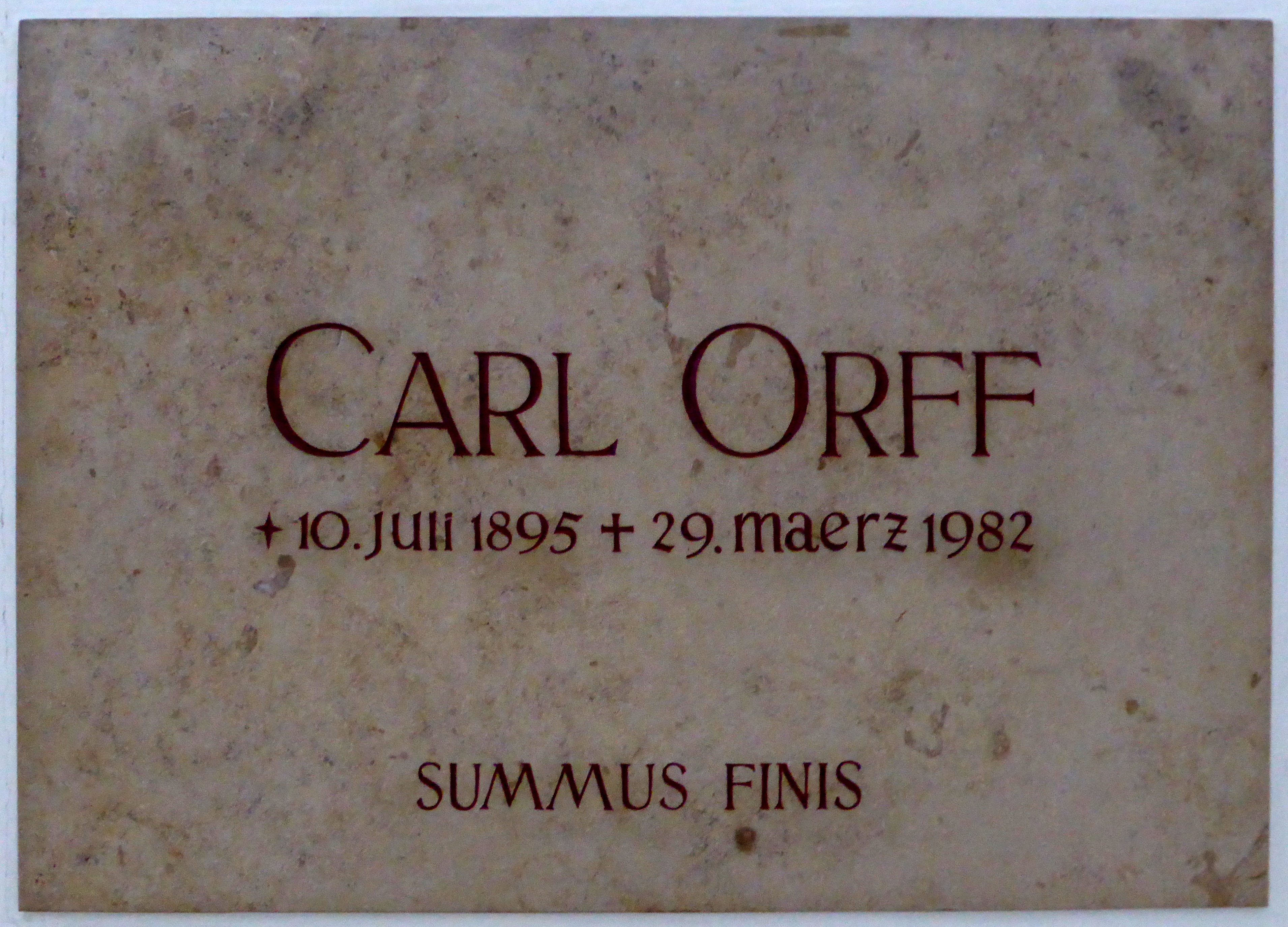
Wandtafel beim Grab von Carl Orff in Andechs

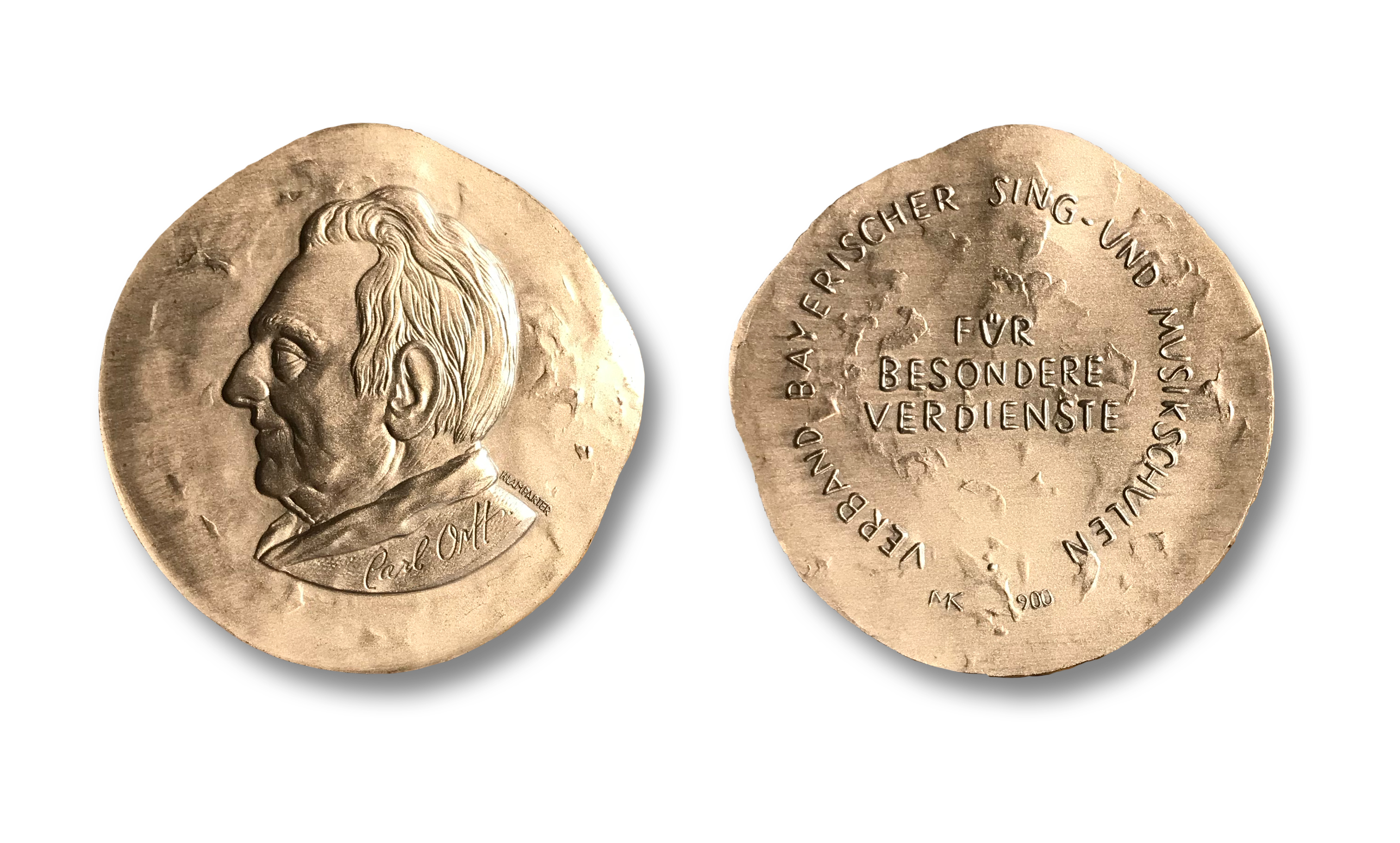
Carl Orff Medaille, mit ihrer, für Münzprägungen, sehr ungewöhnlichen Form.

- Ehrenmitglied der Universität Regensburg
- Ehrendoktor der Universität Tübingen
- 1947: Musikpreis der Stadt München
- 1949: Nationalpreis der DDR III. Klasse für Kunst und Literatur[19] für Die Kluge, den er später zurückgab.
- 1956: Auszeichnung mit Orden „pour le mérite“[20]
- 1959: Bayerischer Verdienstorden
- 1962: Ehrenmitglied der Akademie der Bildenden Künste Nürnberg
- 1965: Bayerischer Poetentaler
- 1965: Goetheplakette der Stadt Frankfurt am Main
- 1965: Großes Verdienstkreuz mit Stern der Bundesrepublik Deutschland
- 1971: Goldene Medaille der Humboldt-Gesellschaft
- 1972: Ehrendoktor der Ludwig-Maximilians-Universität München
- 1972: Großes Verdienstkreuz mit Stern und Schulterband der Bundesrepublik Deutschland
- 1973: Mitglied der Académie royale des Sciences, des Lettres et des Beaux-Arts de Belgique[21]
- 1974: Romano-Guardini-Preis
- 1974: Österreichisches Ehrenzeichen für Wissenschaft und Kunst
- 1975: Ehrenbürger der Stadt München
- 2001: Benennung des Asteroiden (21125) Orff

Im oberbayerischen Dießen am Ammersee (Landkreis Landsberg am Lech), wo er im Ortsteil Sankt Georgen ab 1955 lebte, erinnert seit 1991 das Carl-Orff-Museum an ihn. Die Gemeinde verleiht seit 2009 den Carl Orff-Preis.
Zahlreiche öffentliche Verkehrsflächen und Schulen wurden nach ihm benannt, so z. B. eine Grundschule in Landshut (1971), die Realschule in Bad Dürkheim (1976) und das Gymnasium in Unterschleißheim (seit 28. April 1982).
Im Kloster Andechs fanden von 1998 bis 2015 in den Sommermonaten die Carl Orff-Festspiele Andechs statt.
Der „Verband Bayerischer Sing- und Musikschulen“ hat die 1980 geschaffene Medaille für Personen und Institutionen, die sich in hervorragender Weise verdient gemacht haben, nach Carl Orff benannt.
Am 10. Juli 1990, dem 95. Geburtstag des Komponisten, fand in einem offiziellen Staatsakt im Max-Joseph-Saal der Münchner Residenz die Eröffnung des Orff-Zentrums München durch den damaligen Bayerischen Staatsminister für Unterricht und Kultus, Wissenschaft und Kunst, Hans Zehetmair, sowie Frau Liselotte Orff und die Carl-Orff-Stiftung statt. Die Presse titelte anlässlich der Eröffnung „Ein Haus für die Musik“ und „Die Studenten sollen hier forschen“.

## Nachwirken und Rezeption

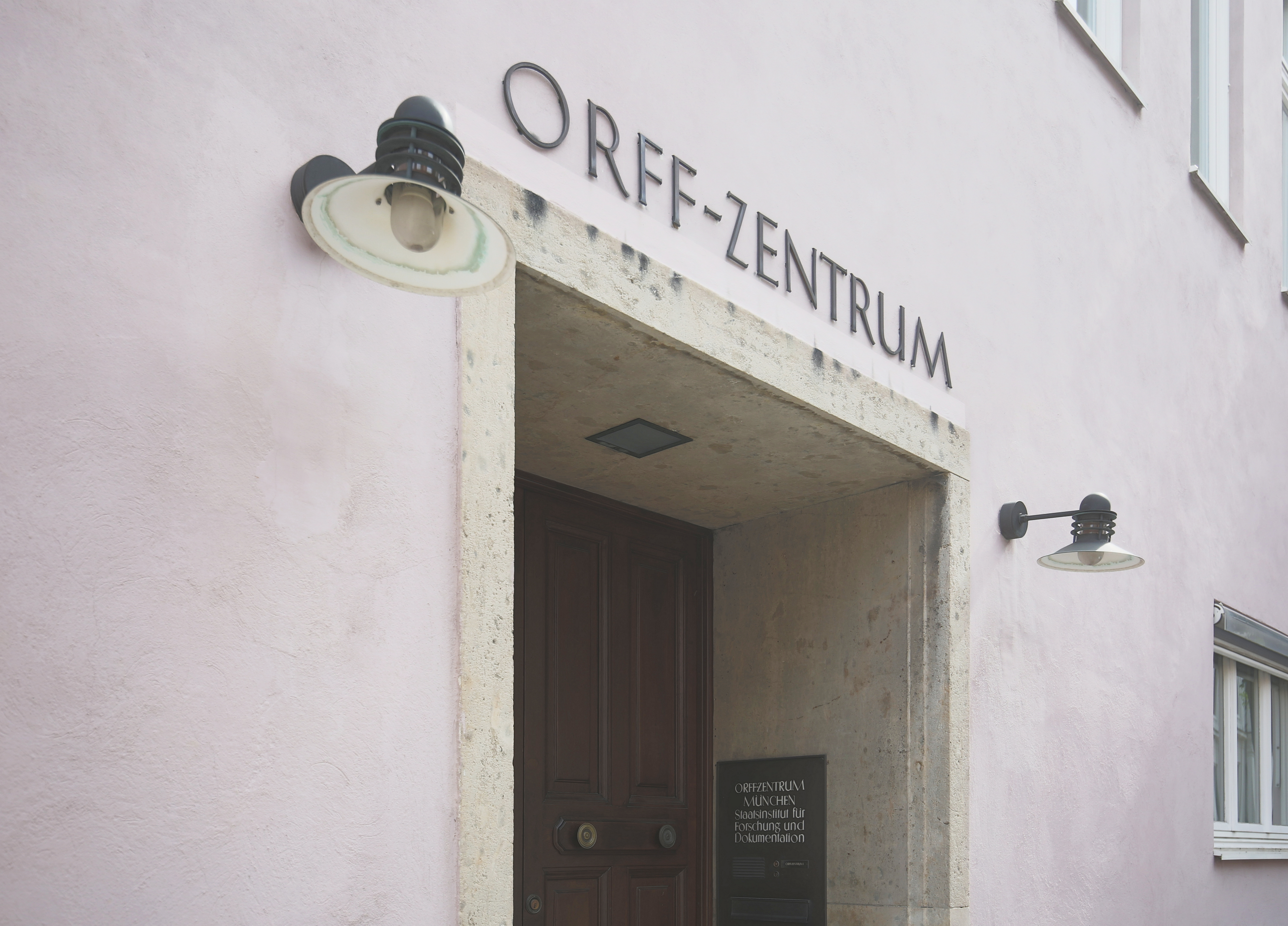
Orff-Zentrum München

- Ende der 1930er Jahre wurde Gerhard Lenssen sein Schüler. Mit seinem Ein-Mann-Theater realisierte er Orff-Stücke wie Die Kluge, Der Mond und Antigonae, ausgehend von Dresden.[25]
- Mitte der 1960er Jahre versuchte Regisseur Stanley Kubrick Orff für sein neues Spielfilmprojekt 2001 als Filmkomponisten zu gewinnen, da ihm dessen Carmina Burana besonders gefallen hatten. Orff lehnte aber in Anbetracht seines Alters ab.
- 1973 wählte der damals noch unbekannte Regisseur Terrence Malick für seinen ersten Spielfilm Badlands – Zerschossene Träume ein Stück aus Orffs Schulwerk als Haupt- und Abspannmusik aus: Musica Poetica / Gassenhauer aus 4 Stücke für Xylophon. Die sanften und harmonischen Xylophonklänge stehen im Gegensatz zu der Blutspur, welche die beiden Hauptdarsteller Martin Sheen und Sissy Spacek auf ihrem Weg durch die Badlands ziehen.
- 1975 realisierte Jean-Pierre Ponnelle für das ZDF den Fernsehfilm Carmina Burana. Die Szenen der Kantate wurden hier stellenweise eins zu eins umgesetzt. So gibt es einen Schwan, der gebraten sein Schicksal beklagt. Die Idee des ewigen Kreislaufes wird durch ein gewaltiges Rad der Wiederkehr verkörpert.
- 1981: Der Film Excalibur verwendet den rhythmischen Chorgesang O Fortuna aus Orffs Carmina Burana, wenn zum Höhepunkt des Films die Ritter in die entscheidende Schlacht ziehen. Zeitgenössische Filmkomponisten nehmen nun bewusst Anleihen bei Orff und setzen diesen Stil in weiteren Filmen ein.
- Von 1983 bis 2013 bestand in Hannover das Carl Orff Ensemble.
- In München wurden der Carl-Orff-Bogen und der Carl-Orff-Bogen-Park nach ihm benannt.
- 1993: Der deutsche Filmkomponist Hans Zimmer verwendete das Thema aus Musica Poetica noch einmal für den Film True Romance. Er ist eine Hommage an den 20 Jahre zuvor entstandenen Film Badlands – ebenso wie die Musik.
- 1995: Der britische Regisseur Tony Palmer veröffentlicht einen Dokumentarfilm über das Leben Carl Orffs[14]
- 2000: In Forrester – Gefunden! wird eine der Schlüsselszenen des Films mit den Xylophonklängen aus Musica Poetica hinterlegt: Man sieht den unter einer Öffentlichkeitsphobie leidenden Autor seine Angst überwinden und auf einem Fahrrad durch New York radeln.
- 2018: Vor der Kulisse der Verbotenen Stadt in Peking, China, wird eine Aufführung der Carmina Burana mit der Wiener Singakademie von 3sat aufgenommen.

## Schüler
- Karl Marx (1897–1985)
- Werner Egk (1901–1983)
- Paul Kurzbach (1902–1997)
- Gunild Keetman (1904–1990)
- Heinrich Sutermeister (1910–1995)
- Helmut Eder (1916–2005)
- Werner Schmidt (1925–2007)
- Petar Zwetkow (1925–2012)
- Wilhelm Killmayer (1927–2017)
- Nikos Mamangakis (1929–2013)
- Josef Anton Riedl (1927–2016)
- Gustav Gunsenheimer (* 1934)
- Wilfried Hiller (* 1941)